# Arzneimittelkonservierung
Unter Arzneimittelkonservierung versteht man in der Pharmazie den Schutz eines Arzneimittels vor einem mikrobiellen Verderb. Eine Verunreinigung mit Mikroorganismen kann zum Auftreten von Schimmel, Gärung und Geruchsbildung führen, Mikroorganismen stellen außerdem eine direkte Infektionsquelle dar und können durch toxische Stoffwechselprodukte den Menschen gefährden. Kontaminationen mit Mikroorganismen können während der Herstellung, Lagerung und bei der Anwendung von Arzneimitteln entstehen, wobei als Hauptkontaminationsquellen der Mensch, die Umwelt, die Arbeitsgeräte, Wirk- und pharmazeutische Hilfsstoffe sowie die primäre Verpackung zu nennen sind. Manche Arzneimittel benötigen daher, wenn sie für Mikroorganismen günstige Lebensbedingungen besitzen, eine Konservierung um die einwandfreie mikrobiologische Beschaffenheit über ihre gesamte Haltbarkeitszeit bis zum Verfalldatum zu erhalten. Dies trifft vor allem auf wasserhaltige Systeme, wie zum Beispiel Emulsionen, Säfte, Cremes und Suspensionen zu. Allerdings darf die Konservierung nicht die Einhaltung der guten pharmazeutischen Herstellpraxis ersetzen.  Unabhängig davon kann eine Konservierung für die Haltbarkeit nach Anbruch wichtig werden, da durch das Öffnen einer Arzneimittelverpackung und die Arzneimittelentnahme leicht Keime in ein Medikament eingetragen werden.
Medikamente zur Anwendung am Auge und für die parenterale Verabreichung  werden durch Sterilisationsverfahren bzw. aseptische Fertigung keimfrei, und durch anschließende keimfreie Versiegelung haltbar gemacht; eine chemische Konservierung der Arzneimittel ist dann in der Regel nicht nötig, vorausgesetzt, sie werden bei der Anwendung aufgebraucht. Bei der Abpackung in Behältnisse für die Mehrfachentnahme allerdings ist eine Konservierung durch die meisten Arzneibücher zwingend vorgeschrieben.

## Prüfung auf ausreichende Konservierung (Konservierungsmittelbelastungstest)
Um die Effektivität der Konservierung eines Arzneimittels sicherzustellen, schreiben Arzneibücher eine „Prüfung auf ausreichende Konservierung“ (Konservierungsmittelbelastungstest) vor. Dabei wird geprüft, ob die gewählte Konservierungsmittelkonzentration geeignet ist, mikrobielle Kontaminationen, wie sie durch die eventuelle Vermehrung von Mikroorganismen während der Lagerung oder durch ein Einbringen von Keimen während des Gebrauchs entstehen könnten, zu unterdrücken. Die Wirksamkeit der Konservierung muss über die gesamte Haltbarkeitsdauer (d. h. bis zum Verfalldatum) eines Arzneimittels gewährleistet sein.
Zur Testdurchführung wird die entsprechende Arzneizubereitung, in der Regel in ihrem normalen Aufbewahrungsbehältnis, mit in Art und Menge vorgeschriebenen Testkeimen versetzt und unter Lichtschutz bei 20 bis 25 °C gelagert. In festgelegten Zeitabständen werden bis zu 28 Tage lang die Keimzahlen ermittelt. Abgestuft nach Anwendungsart des Arzneimittels (parenteral und ophthalmologisch, topisch, peroral) greifen verschieden strenge Beurteilungskriterien, um anhand des Ausmaßes der Keimzahlminderung die aktuelle Konservierungsmittelkonzentration als ausreichend zu beurteilen.

## Einteilung der Konservierungsmittel
Die Anzahl der zur Konservierung von Arzneimitteln verwendeten Stoffe ist überschaubar. Sie lassen sich auf Grund ihrer chemischen Struktur im Wesentlichen in folgende Kategorien unterteilen: 
- Phenol und seine Derivate
  - Beispiel: Kresol, Parabene (Methyl-4-hydroxybenzoat etc.), Chlorkresol
  - Gehören zu den ältesten antimikrobiell eingesetzten Substanzen.
  - Ihre Wirkung ist auf ihre allgemeine Wirkung als Zellgift zurückzuführen.
- Aliphatische und aromatische Alkohole
  - Beispiel: Ethanol, Propylenglycol, Chlorbutanol, Benzylalkohol
  - Ihre Wirkung ist ebenfalls auf die allgemeine Toxizität zurückzuführen.
  - Ethanol und Propylenglycol wirken ab einer Konzentration von etwa 20 % konservierend.
- Quecksilberorganische Verbindungen
  - Beispiel: Thiomersal
  - Wirken bereits ab einer Konzentration von 0,001 bis 0,002 %.
- Quartäre Ammoniumverbindungen
  - Beispiel: Benzalkoniumchlorid, Cetylpyridiniumchlorid
  - Sind kationenaktive Tenside.
  - Wirken, indem sie sich aufgrund ihrer Oberflächenaktivität in Plasmamembranen einlagern und deren Permeabilität in toxischem Ausmaß verändern.
- Carbonsäuren
  - Beispiel: Sorbinsäure, Benzoesäure
  - Wirkung ist insbesondere auf ihr Eingreifen in die primären Stoffwechselvorgänge zurückzuführen.
  - Vom Vorteil sind die Geruchs- und Geschmackslosigkeit.
- Sonstige
  - Chlorhexidin

## Übersicht
| Antimikrobikum          | Konzentration [%] | optimaler ph-Bereich | Wirksamkeit gegen      | Wirksamkeit gegen      | Wirksamkeit gegen | Wirksamkeit gegen |
| ----------------------- | ----------------- | -------------------- | ---------------------- | ---------------------- | ----------------- | ----------------- |
|                         |                   |                      | grampositive Bakterien | gramnegative Bakterien | Hefen             | Pilze             |
| Phenol                  | 0,3               | 2–4–(8)              | gut wirksam            | gut wirksam            | schwach wirksam   | schwach wirksam   |
| Kresol                  | 0,3               | 2–4–(8)              | gut wirksam            | gut wirksam            | gut wirksam       | gut wirksam       |
| p-Chlor-m-kresol        | 0,2               | 2–4–(8)              | gut wirksam            | gut wirksam            | gut wirksam       | gut wirksam       |
| Phenylethylalkohol      | 1                 | 2–4–(7)              | gut wirksam            | gut wirksam            | schwach wirksam   | schwach wirksam   |
| Chlorbutanol            | 0,5               | 2–4                  | gut wirksam            | gut wirksam            | schwach wirksam   | schwach wirksam   |
| Benzylalkohol           | 1                 | 2–4–(7)              | gut wirksam            | schwach wirksam        | schwach wirksam   | schwach wirksam   |
| PHB-Methylester         | 0,18              | 2–4–(9)              | gut wirksam            | gut wirksam            | unwirksam         | unwirksam         |
| PHB-Propylester         | 0,02              | 2–4–(9)              | gut wirksam            | gut wirksam            | schwach wirksam   | unwirksam         |
| Sorbinsäure             | 0,2               | 2–3–(5)              | gut wirksam            | gut wirksam            | gut wirksam       | gut wirksam       |
| Benzoesäure             | 0,1               | 2–3–(5)              | gut wirksam            | gut wirksam            | gut wirksam       | gut wirksam       |
| Phenylquecksilbernitrat | 0,001             | 7–10                 | gut wirksam            | gut wirksam            | gut wirksam       | gut wirksam       |
| Thiomersal              | 0,002             | 2–7–(9)              | gut wirksam            | gut wirksam            | gut wirksam       | gut wirksam       |
| Benzalkoniumchlorid     | 0,01              | (3)–5–8–(10)         | gut wirksam            | gut wirksam            | gut wirksam       | gut wirksam       |

nach Wallhäußer, Pharm. Ind. 36, 716 (1974).